# Groenteteelt

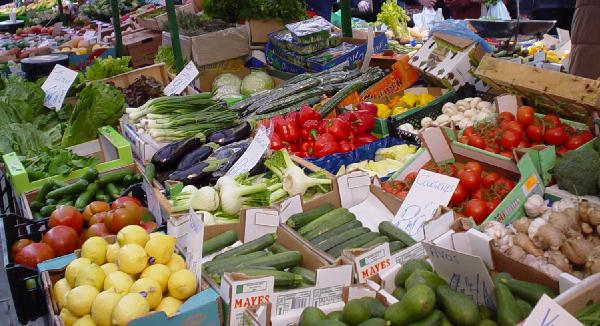
Groentekraam

De groenteteelt is het telen van groente voor menselijk consumptie zowel in de vollegrond als in de glastuinbouw. Een teler van groenten wordt een tuinder genoemd en zijn bedrijf een tuinderij. Vollegrondsgroentebedrijven zijn in toenemende mate sterk gespecialiseerd op een enkele teelt.
Naast de gangbare groenteteelt is er de biologische en de biologisch-dynamische teelt.
Daarnaast wordt er de grove en de fijne groenteteelt onderscheiden. Onder de grove groenteteelt wordt de teelt van groente op akkerbouwbedrijven verstaan. Gewassen zoals peen en uien vallen hieronder.
Sommige gewassen worden door vervroeging en verlating jaarrond geteeld. In de vollegrond komen hiervoor prei, wortelen, witlof en bloemkool in aanmerking. Zie de teeltkalender.
Bij groenten wordt afhankelijk van het te oogsten deel van de plant onderscheiden:
- bladgewassen,
- stengelgewassen,
- peulvruchten,
- vruchtgewassen,
- wortelgewassen en
- knolgewassen.

## Zaad en plantmateriaal
Er mag voor de teelt van groenten alleen zaad gebruikt worden van geregistreerde rassen. Een ras wordt geregistreerd als deze onderscheidbaar is van een reeds eerder geregistreerd ras. Verder moet het ras homogeen (er mogen geen afwijkende planten voorkomen) en bestendig (het ras moet hetzelfde blijven in de opeenvolgende vermeerderingen) zijn. Alle groenterassen die in de EU verhandeld mogen worden staan op de Gemeenschappelijke rassenlijst van Groentegewassen. Daarnaast kan het ras als het nieuw is ook kwekersrecht krijgen. Van een kwekersrechtelijk beschermd ras mag alleen zaad door de licentiehouder vermeerderd worden.
Daarnaast moet het zaad en plantgoed gekeurd zijn op kiemkracht, rasechtheid, raszuiverheid en het voorkomen van ziekten. In Nederland keurt de Naktuinbouw.

## Rassen
Door plantenveredeling komen er steeds betere rassen ter beschikking, die een hogere opbrengst hebben, een betere kwaliteit hebben, uniformer zijn en/of een betere resistentie hebben tegen ziekten en plagen. Bij uniforme rassen zijn o.a. alle planten tegelijk oogstbaar. Bij komkommer is door veredeling de bitterheid verdwenen.
Soms blijft veredeling tegen plantenziekten een race tussen de mens en de ziekteverwekker, die zich steeds weer aanpast door de vorming van nieuwe fysio's. Voorbeelden hiervan zijn valse meeldauw bij sla en wolf bij spinazie.

## Vollegrond

### Grondsoort
Voor de teelt van groenten moet de grond een goede bodemvruchtbaarheid en -structuur hebben.
Veel gronden zijn gedraineerd.

### Bemesting
De grond wordt bemest met zowel organische mest als kunstmest. Er wordt voor het zaaien een basisbemesting gegeven. De hoogte en samenstelling van deze basisbemesting wordt vastgesteld aan de hand van een grondmonster, waarin de aanwezige mineralen, het organische stofgehalte en de pH (zuurgraad) bepaald worden. Tijdens de teelt worden er één of meer overbemestingen gegeven.

### Zaaiklaar maken
Voor het zaaiklaar maken van de grond wordt deze geploegd of gefreesd. Na het ploegen wordt de grond geëgd en eventueel met een rol aangedrukt.

### Teelt

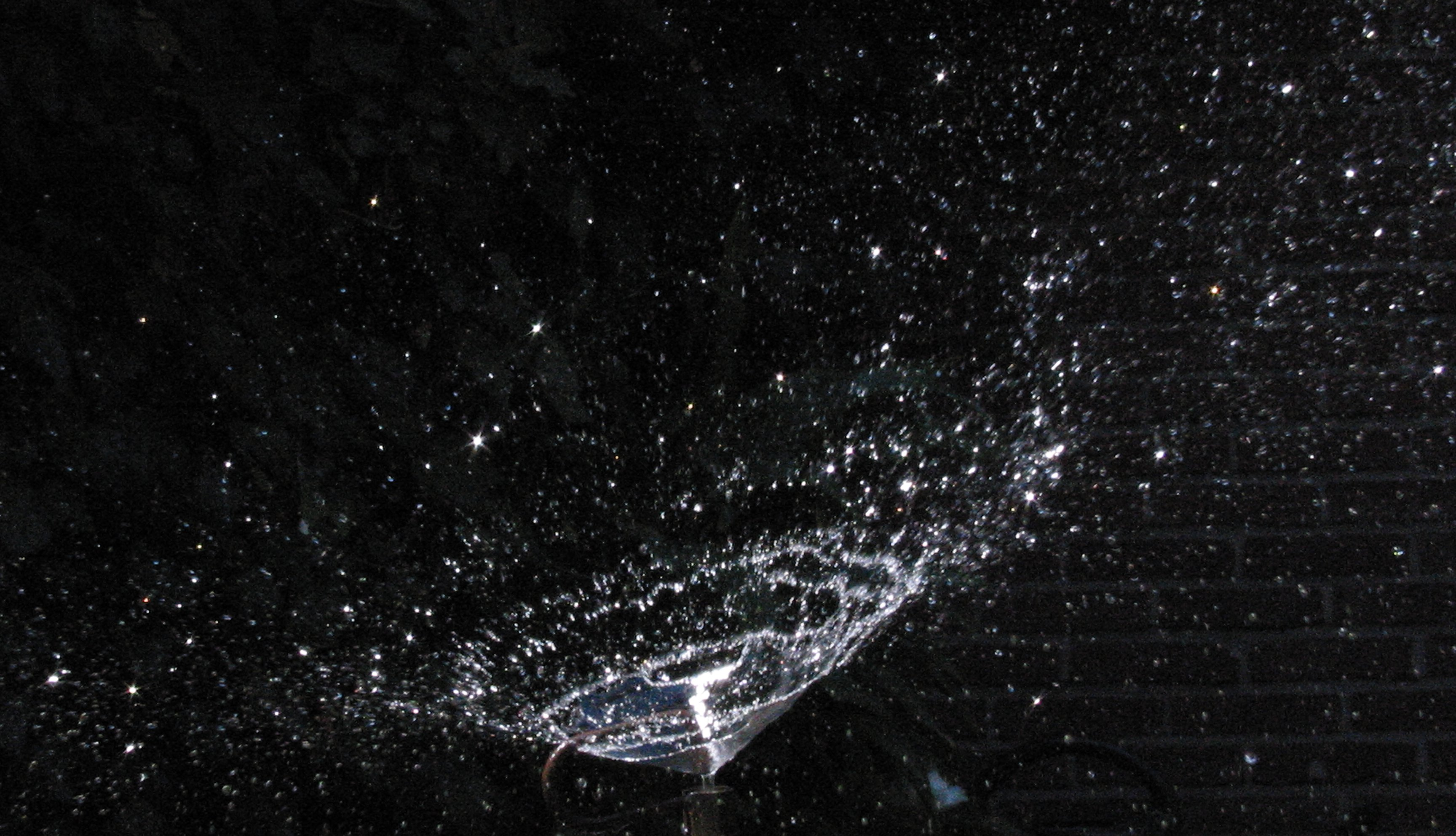
waterdruppels van een beregeningsinstallatie

Sommige gewassen zoals spinazie worden ter plaatse gezaaid, andere zoals kool worden gepoot.
Bij veel gewassen wordt een zogenaamde beddenteelt toegepast. De bedden zijn van elkaar gescheiden door een smalle strook grond ter breedte van een band. De breedte van het bed hangt af van de spoorbreedte van de machines, maar is standaard 150 cm. Op deze manier kan er met machines over de bedden gereden worden.
Tijdens de teelt wordt het onkruid mechanisch, chemisch of met de hand (wieden) bestreden. Mechanisch wordt het onkruid bestreden met een handhak, een schoffelmachine of een schoffelgarnituur achter een tractor.
De gewassen worden tijdens een droogteperiode kunstmatig beregend.
Volgteelt houdt in dat de grond zo veel mogelijk in gebruik blijft. Zodra een gewas is geoogst wordt de grond klaargemaakt voor een volgende groente.

### Oogst
De oogst wordt veelal met de hand gedaan alhoewel er zoveel als mogelijk machines worden ingezet, zoals bij de oogst van spruiten en kool.

### Ziekten en plagen
Om ziekten en plagen tegen te gaan moet er een goede vruchtwisseling gevolgd worden.
Ziekten en plagen worden in de gangbare groenteteelt bestreden met gewasbeschermingsmiddelen

## Teelt onder glas

### Grondsoort
Bij de teelt onder glas is de grond steeds minder belangrijk. De meeste teelt vindt uit de grond plaats in stromend water of op steenwol.

### Bemesting
De meststoffen worden meestal toegediend via het water. Omdat sommige meststoffen reacties met elkaar kunnen aangaan en dan niet oplosbare producten geven, wordt hier gebruikgemaakt van een zogenaamde A-bak en een B-bak.
De opgeloste meststoffen worden in een zogenaamde mengbak vermengd met vers water en worden vervolgens gebruikt om aan de planten toe te dienen. In enkele gevallen worden de meststoffen direct in de pvc-voedingsleiding geïnjecteerd. De installatie waarmee dit gedaan wordt, wordt substraat-unit genoemd.

### Bestuiving
Bij de bestuiving van o.a. tomaat in kassen wordt gebruikgemaakt van hommels.

### Oogst
De oogst vindt met de hand plaats, waarbij er gebruikgemaakt wordt van oogstkarretjes of een watergoot.

## Afzet
In het verleden werd alle groente afgezet via groenteveilingen. Tegenwoordig zijn er ook telers die zelf hun afzet verzorgen. Van de veilingen zijn er na verscheidene fusies nog slechts twee veilingen (The Greenery en De Zon) over. Daarnaast zijn er nog enkele andere afzetorganisaties.
Het grootste gedeelte van de productie wordt afgezet in Duitsland.

## Geschiedenis

### Vollegrond
De teelt van groenten bestond al in de Middeleeuwen en is begonnen in kloostertuinen. Later vond de teelt rondom een stad plaats, zoals Utrecht en Amsterdam. De groenteteelt is vooral in de negentiende eeuw sterk uitgebreid. In België heeft vooral de regio Mechelen, halfweg tussen Brussel en Antwerpen, een belangrijke rol gespeeld. Deze regio staat bekend als de " Mechelse groentestreek " .In Nederland vond er aan het eind van deze eeuw in de koolstreek in Noord-Holland, Broek op Langedijk, belangrijke uitbreidingen plaats.
Voor het vervroegen werden er glazen stolpen gebruikt wat gezien kan worden als de vroegste teelt onder glas.
Bedrijfsontwikkeling in Nederland
| Jaar | Aantal bedrijven met vollegrondsgroente | Oppervlakte in ha inclusief ui en winterpeen |
| ---- | --------------------------------------- | -------------------------------------------- |
| 1990 | 12 454                                  | 66100                                        |
| 1995 | 10 243                                  | 65000                                        |
| 2000 | 7 597                                   | 66000                                        |
| 2004 | 6 135                                   | 73000                                        |

### Onder glas
In de 19e eeuw werden in het Westland de droge geestgronden (strandwallen) afgezand en werd het zand op natte veen- en kleigronden gevaren waardoor er een goede ondergrond voor tuinbouw ontstond. Ook omdat er steeds bagger en mest aan de grond toegevoegd werd. Door de matigende invloed van het omringende water, dicht bij de kust (meer zonlicht), de nabijheid van grote bevolkingsconcentraties en innovaties als de kassenbouw, ontstond in het Westland en rond Aalsmeer de grootste concentratie glastuinbouw ter wereld.
De eerste kassen werden rond 1850 gebouwd. Hierin werden druiven gekweekt. Het waren simpele glazen kassen, die aan één kant tegen een muur leunden. Rond 1900 ontstonden de eerste druivenkassen die helemaal van glas waren en werden de kassen voor het eerst verwarmd. Voor die tijd werd voor de teelt van groenten en planten gebruikgemaakt van platglas (eenruiters en Lentse ramen) op platte broeibakken. De eerste warenhuizen werden omstreeks 1940 gebouwd door de eenruiters omhoog te brengen.
Tuinders ontdekten dat ze door teelt in verwarmde kassen met zo veel mogelijk glas meer opbrengst hadden van hun planten. Planten groeien namelijk sneller als ze meer licht krijgen en een constante warme omgeving hebben. Hierdoor konden ook andere producten gekweekt worden. Producten die anders alleen in warme landen groeien.
In het Westland begonnen de eerste glastuinbouwers met het kweken van komkommers onder platglas en druiven onder staandglas (serres). Het Westland is nog steeds een bekend glastuinbouwgebied. Er worden nu vele verschillende soorten groenten, bloemen en planten gekweekt. Een ander bekend glastuinbouw gebied dat ook in die tijd ontstond is Aalsmeer. In Aalsmeer worden voornamelijk potplanten en bloemen gekweekt. Nu zijn er ook belangrijke gebieden rond Venlo en in Zuidoost Drenthe.
| Jaar | Aantal glasgroentebedrijven | Aantal ha onder glas |
| ---- | --------------------------- | -------------------- |
| 1995 | 4686                        | 4405                 |
| 2000 | 3433                        | 4200                 |
| 2003 | 2825                        | 3062                 |

### Areaalontwikkeling staandglas (groenten en bloemen)
| jaar | ha     |
| ---- | ------ |
| 1940 | 2113   |
| 1946 | 1883   |
| 1950 | 2330   |
| 1956 | 3195   |
| 1960 | 4017   |
| 1965 | 5114   |
| 1970 | 7235   |
| 1975 | 7905   |
| 1980 | 8760   |
| 1985 | 8970   |
| 1990 | 9770   |
| 1995 | 10.155 |
| 2000 | 10.490 |
| 2003 | 10.470 |
| 2004 | 10.460 |

Tijdens de Tweede Wereldoorlog is het areaal teruggelopen om daarna weer uit te breiden.